# Škola Kanó
Škola Kanó (japonsky: 狩野派, Kanó-ha) je jednou z nejslavnějších škol japonského malířství.

Ptáci a květiny na jaře a v létě, Kanó Eino (1631 – 1697) japonský malíř, období Edo, polovina 17. století, výška 153 cm, šířka 361 cm

Tato škola byla dominantním stylem malířství od konce 15. století až do období Meidži, které začalo v roce 1868, kdy se škola rozdělila do mnoha různých malířských směrů. V samotné rodině Kanó vyrostla řada významných umělců několika generací. Mnoho dalších umělců v této škole studovalo. Někteří umělci se do rodiny přiženili a přijali její jméno, jiní byli rodinou adoptováni. Podle historika japonského umění Roberta Treata Paina „další rodinu, která by v přímé pokrevní linii produkovala tolik geniálních mužů ... by bylo těžké najít.“
Počátky školy odrážejí obnovený vliv čínského malířství, ale škola dále vyvinula jasně zbarvený a pevně načrtnutý styl určený pro velké panely zdobící hrady šlechty. Styl dodržuje výrazné japonské tradice a zároveň pokračuje ve vytváření monochromatických maleb štětcem v čínském stylu. Tento styl podporovali šógunové. Představoval oficiální styl umění, který „v 18. století téměř monopolizoval výuku malby“. Vycházel z čínské tradice tušového malířství konfuciánsky vzdělaných příslušníků úřednické džentry, přičemž ale malíři školy Kanó byli jednoznačně profesionálními umělci, velmi štědře placení v případě úspěchu, poté co absolvovali výuku v rodinné dílně, podobně jako evropští malíři renesance nebo baroka. Pracovali hlavně pro šlechtu, šóguny a císaře a zabývali se širokou škálou stylů, námětů a formátů. Umělci byli původně inovativní a z velké části se podíleli na hledání nových směrů malířství v období Azuči-Momojama (1573–1614). Od 17. století se však stávali stále více konzervativními a akademickými ve svém přístupu.

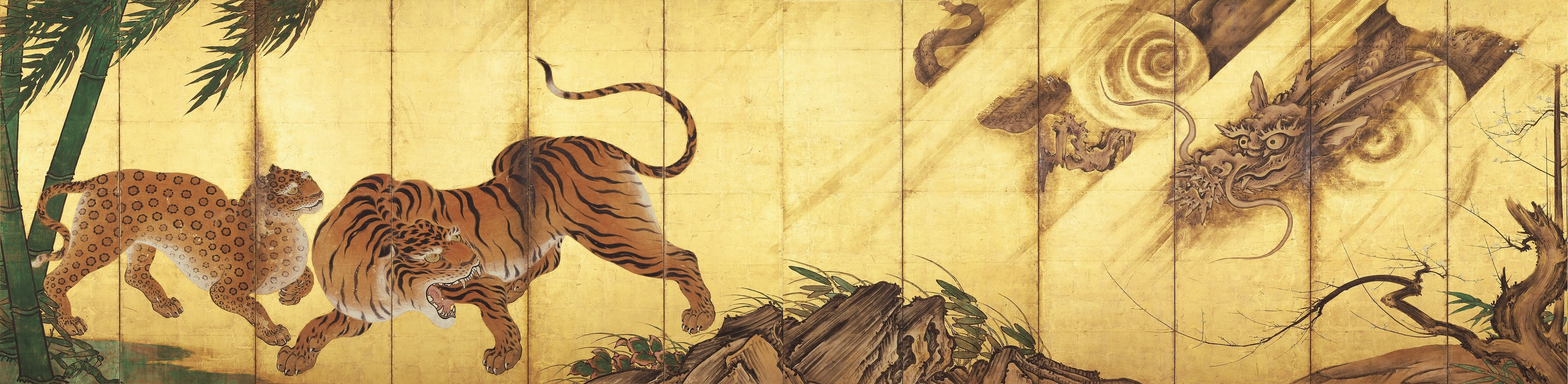
Panely s tygry vyděšenými drakem bouře, Sanraku Kanó, 17. století, každý 178 cm x 357 cm

## Rané období

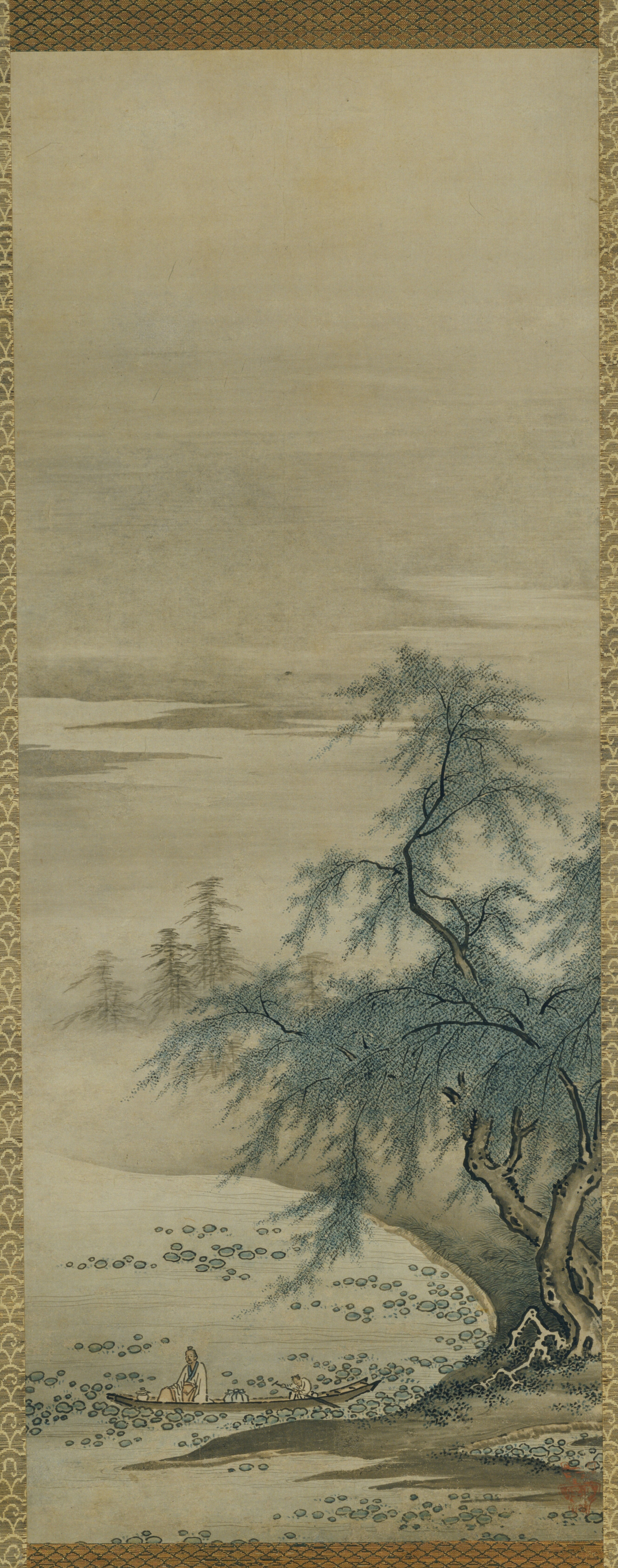
Čou Mao-šu oceňujicí lotosy
Závěsný svitek namalovaný Kanó Masanobuem

Školu založil Kanó Masanobu (1434–1530), který byl synem Kagenobua, samuraje a amatérského malíře. Kanó Masanobu byl současníkem Seššú Tójóa (1420–1506), který v polovině své kariéry v roce 1467 navštívil Čínu, a po svém návratu oživil čínský vliv na japonskou malbu. Seššú mohl být žákem Tenšóa Šúbuna, zmiňovaného coby student malířství přibližně od roku 1414. V roce 1465 již byl ústřední postavou v oživení čínských idealistických tradic v japonském malířství. Masanobu začal svou kariéru ve stylu Šúbuna a jeho práce je datována do let 1463 až 1493. Byl jmenován dvorním umělcem v období Muromači a jeho díla obsahovala kresby tuší, především krajiny v čínském stylu, jakož i figurální malby a obrazy s ptáky a květinami. Dochovalo se jen málo prací, které mu s určitostí můžeme připsat. Jedním z dochovaných obrazů je velký panel s jeřábem v zasněžené krajině v Šindžu-an (jeden z chrámů klášterního komplexu Daitoku v Kjótu). Masanobuův obraz v čínském stylu Čou Mao-šu oceňujicí lotosy je v Národním muzeu Kjúšú a patří mezi národní poklady Japonska.
Masanobu učil malbě své syny Kanóa Motonobua (1476–1559) a mladšího syna Jukinobua (nebo Utanosukeho). Motonobuovi jsou obvykle připisovány základy charakteristické techniky a stylu školy, nebo spíše různých stylů, které přinesly pevnější linii a silnější obrysy malbám používajícím čínské konvence. Menší zájem byl věnován jemným účinkům celkové atmosféry díla. Tyto prvky v čínských kompozicích mají tendenci být umístěny v přední části obrazového prostoru, čímž často dosahují dekorativních efektů výrazně japonským způsobem. Motonobu se oženil s dcerou Tosy Micunobua, který vedl školu Tosa. Ta pokračovala v klasickém japonském stylu jamato-e převážně narativních a náboženských motivů. Obrazy, které Kanó následně vytvářel, obsahovaly také tradiční japonské náměty, typické pro školu Tosa.

## Palácové dekorace

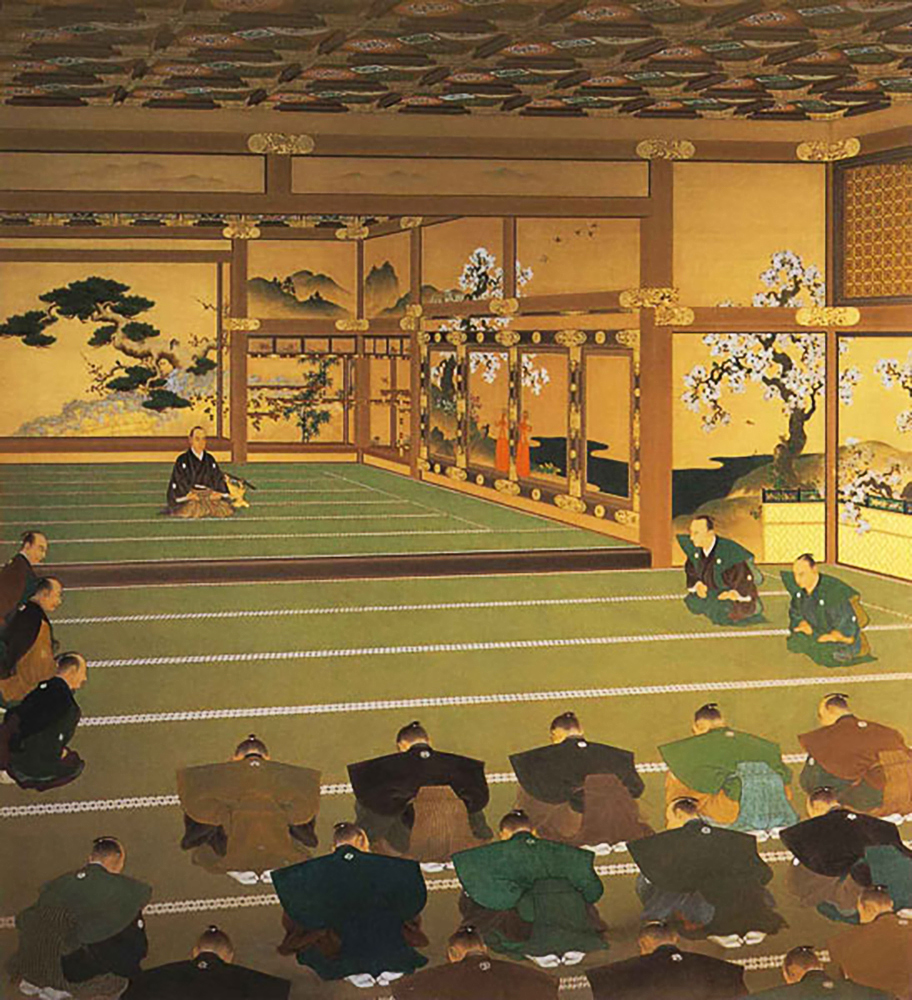
Jošinobu Tokugawa ve vnitřní audienční komnatě Kurošoin v paláci Ninomaru na hradě Nidžó, zobrazena plně vyzdobená hala paláce, od Tanrjó Muraty

Škola Kanó se významně podílela na vývoji nových forem malířství pro výzdobu japonských hradů nových rodin velkých feudálních pánů (daimjó), které se objevily v bojích období Azuči-Momojama, v období občanské války, která skončila zřízením šógunátu Tokugawa v roce 1603. Noví páni se dostali k moci svými vojenskými dovednostmi a většinou postrádali znalost sofistikovaných tradic japonské kultury, která se dlouho kultivovala v buddhistických klášterech a na císařském dvoře. Výrazné tahy a energické styly, užití jasných barev a plátkového zlata na pozadí obrazu aplikované na velké skládací paravány bjóbu a na sady posuvných dveří fusuma lahodily vkusu těchto nových vládců. V nejelegantnějších místnostech byla většina stěn zdobena malbou. Výzdobu sice přerušovaly dřevěné trámy, avšak některé desény pokračovaly i bez ohledu na toto přerušení. Velké množství uměleckých děl na hradech bylo zničeno požáry, ať už náhodnými nebo způsobenými válkami. Ale jiná díla vytvořená pro kláštery nebo jim darovaná z paláců, pokud přečkala bombardování během druhé světové války, měla větší šanci přečkat bez újmy.
Společnými náměty maleb byly krajiny, často jako pozadí pro zvířata a draky, nebo ptáci, stromy nebo květiny, anebo kompozice s několika velkými postavami. Ale byly rovněž malovány masové panoramatické scény viděné z výšky. Zobracená zvířata a rostliny měly často morální nebo možná politický význam, který dnes není vždy zřejmý.
Kupříkladu svitek malovaný tuší v čínském stylu Eitokuem Kanóem, nazvaný „Čao Fu a jeho vůl“, ilustruje čínskou legendu a obsahuje „konfuciánský moralismus [který] poukazuje na nebezpečí vyplývající z politického postavení“, což bylo velmi aktuální poselství pro Japonsko v období po ničivých občanských válkách způsobených neskrývanými politickými ambicemi.

Některé z nejslavnějších příkladů japonské hradní výzdoby lze nalézt na hradě Nidžó v Kjótu. V roce 1588 válečník Hidejoši Tojotomi prý sestavil uličku ze 100 malovaných panelů jako přístupovou cestu k oslavě svátku květin hanami. Na rozdíl od svitků malíř posuvné dveře dle zvyklostí nepodepisoval vůbec a malované panely jenom zřídka, a proto je značně komplikované přiřazování jednotlivých děl konkrétním malířům, kteří byli schopni malovat v několika stylech. Škola zároveň pokračovala v čínské tradici monochromatických krajin, jakož i jiným motivů, kupříkladu portrétů, malovaných tuší na svitcích určených k zavěšení. Lze rozlišit dva typy svitků, jednak určené k vertikálnímu zavěšení (kakemono), obvykle s podkladem z tlustého tkaného hedvábí, tedy tradiční čínský formát, který se stal nejběžnějším v Japonsku v tomto období, jednak svitky v dlouhém horizontálním formátu (emakimono) používaném pro knihy. Zobrazují bitvy, romantiku, náboženství, lidové povídky a příběhy z nadpřirozeného světa. Mnohé panely a dveře byly také namalovány monochromaticky černobíle, zvláště ty pro kláštery, přičemž svitky byly také malovány v jasných barvách. Malíři školy Kanó utvářeli tuší velmi ploché obrazy, ale vyvažovali perfektní detaily realistického zobrazování zvířat a dalších předmětů v popředí abstraktními mraky a dalšími elementy v pozadí, anebo často se zcela nevyplněným pozadím. Použitím negativního prostoru pro naznačení vzdálenosti, a dále užitím mlhy, mraků, oblohy nebo moře skvěle čerpali z tradičních čínských stylů. Výrazné tahy štětce, a tím pádem výrazné obrazy jsou dosaženy často velmi jemnými a měkkými prostředky. Tyto zručně tuší malované monochromatické obrazy kontrastují s téměř temnými, avšak neméně krásnými malbami s použitím lístkového zlata, které umělci vytvářeli pro stěny a panely.

„Cypřiš“, 169.5 cm x 460.5 cm, Eitoku Kanó, kolem roku 1590, Tokijské národní muzeum, Japonsko

### „Cypřiš“, autor Eitoku Kanó
Paraván „Cypřiš“ (japonsky: 檜図, hinoki-zu) je osmipanelová malba připisovaná Eitokuovi Kanóovi, vytvořená kolem roku 1590, která ukazuje energii nového stylu nazvaného podle hradu Momojama, patřícího Hidejošimu Tojotomimu. Na rozvoji tohoto stylu se pravděpodobně hlavně podílel Eitoku. Paraván zobrazuje cypřiš, symbol dlouhověkosti v Japonsku, a je nyní součástí národního pokladu Japonska a uložen v Tokijském národním muzeu. R. T. Paine ho popisuje jako „typický pro dynamicky rozmáchnutou kompozici, čistý přírodní vzor a pro sílu individuálního tahu štětce. ... Zlaté plochy podobné oblakům představující mlhu jsou nahodile umístěny v pozadí a zdůrazňují dekorativní rozměr toho, co je jinak energickou kresbou obřích podob stromů“.
Paraván je neobvykle velký a v kompozici jsou zřetelné diskontinuity mezi jednotlivými částmi panelů – počítáno zleva – 2 a 3, 4 a 5, 6 a 7. Ty pocházejí z původního formátu sady čtyř posuvných dveří, což lze odvodit z těchto diskontinuit a ze zakrytých prohlubní dveřních kování. Tato diskontinuita by byla mnohem méně zřetelná, kdyby panel stál cik-cak, jak bylo jeho původní určení. Panel používá konvenci „plovoucího mraku“ mnohem staršího japonského umění jamato-e (období Heian), kde místa, která se umělec rozhodne nezobrazit, jsou skryta pod plnou barvou (zde zlato) představující mlhu. Vzory tohoto typu, v nichž dominuje jediný mohutný strom, se staly běžnou kompozicí ve škole Kanó. Toto lze porovnat s podobným panelem Švestky od Sanrakua Kanóa o několik desetiletí později, který přináší umírněnější verzi prvního odvážného stylu Momojama.
Paraván „Cypřiš“ je obvykle připisovaný Eitokuovi Kanóovi, avšak existuje i jiná hypotéza založená na odkazu na pověření v Deníku prince Tošihita (japonsky: 智仁 観王 日記), že obraz byl místo toho vytvořen Eitokuovým mladším bratrem, Sóšúem Kanóem (japonsky: 狩野 宗秀).

## Vrchol vlivu a úpadek

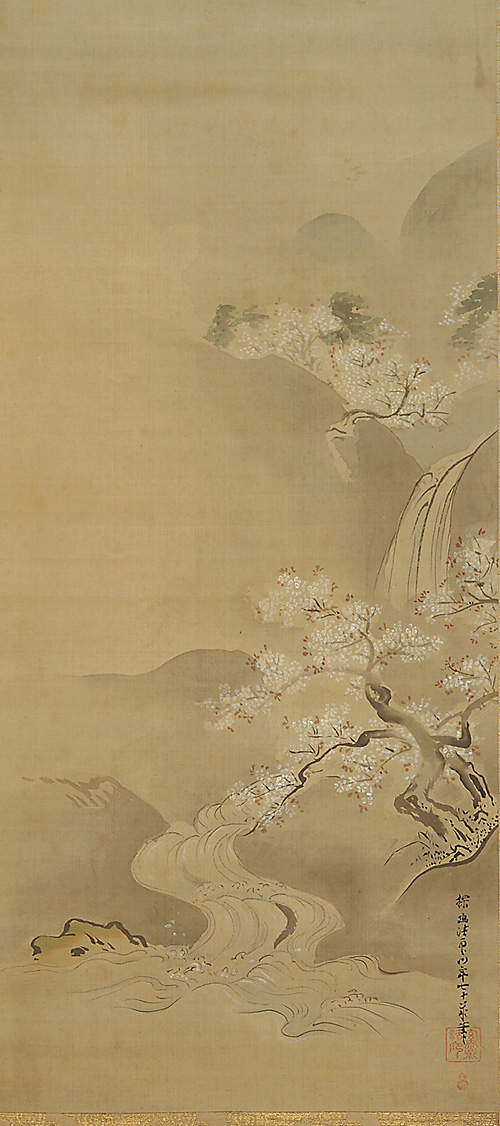
Jarní krajina, Kanó Tan'jú, 17. století

Eitoku Kanó (1543–1590), Motonobuův vnuk a pravděpodobně jeho žák, byl nejdůležitějším malířem této generace a předpokládá se, že byl první, kdo v rozsáhlých malbách použil pro pozadí plátkové zlato. Je pravděpodobně hlavní postavou v rozvoji nového hradního stylu, ale zatímco jeho význam je zcela jasný, existuje málo maleb, pokud vůbec nějaké, které by mu byly přisuzovány s jistotou, zvláště pokud na nich měl pracovat sám. Na větších dílech, která jsou mu připisována, pravděpodobně pracoval společně s jedním z mnoha dalších umělců této školy. Přestože měl dva syny, rovněž malíře, Eitoku na návrh, ne-li přímo na příkaz Hidejošiho Tojotomiho, přijal za vlastního malíře Sanrakua Kanóa (1561–1635), který se oženil s jeho dcerou a stal se posléze vedoucím představitelem školy Kanó. Sanrakuova díla v nejvyšší možné kvalitě kombinují energickou povahu stylu Momojama s klidným zobrazením přírody a rafinovanějším použitím barvy typickým pro období Edo. Protože Sanraku neměl žádného syna, vdal si svou dceru za Kanó Sansecua (1589–1651) a přijal ho za svého. Sansecu a jeho škola zůstala v Kjótu, zatímco se většina umělců školy Kanó přestěhovala do Eda (často na příkaz šógunů). Sansecu zůstal nadále věrný jasně barevném stylu období Momojama. Jeho syn Einó maloval ve stejném stylu, ale spíše je známější svou biografickou historií japonského malířství, která školu Kanó přivedla do pomyslné síně slávy japonského umění.
Škála forem, stylů a námětů, která vznikla na počátku 17. století, se dále rozvíjela a byla kultivována bez velkých inovací během příštích dvou století. Ačkoli škola Kanó byla v Japonsku nejúspěšnější, rozdíly mezi prací této školy a jiných škol se stíraly. Všechny školy pracovaly v řadě stylů a formátů, což činí přiřazení nepodepsaných děl často nejasným. Škola Kanó se rozštěpila na různé směry v Kjótu a v novém hlavním městě Edo, kde po většinu tohoto období působily její tři směry: Kadžibaši, Nakabaši a Kobikčo, pojmenované podle jejich umístění v Edu.
Posledním ze tří slavných umělců školy, vedle Motonobua a Eitokua, byl Tan'jú Kanó , původním jménem Morinobu (1602–1674). Jeho vynikající talent byl oceněn již v dětství, kdy byl ve věku 10 let přijat na audienci u šóguna. Své oficiální jmenování obdržel roce 1617. Byl vnukem Eitokua a synemTakanobua Kanóa (1572–1618), také významného malíře. Tan'júův bratr Jasinobu byl přijat do hlavní linie rodiny. Tan'jú vedl směr Kadžibaši v Edu a maloval v mnoha palácích a také v císařském paláci. Jeho styl byl méně odvážný, ale nesmírně elegantní, v rukou jeho méně talentovaných napodobovatelů se však stával ztuhlým a akademickým. Nejlepší umělci školy Kanó stále pokračovali v práci převážně pro šlechtu, se stále nudným opakováním ubíjejícími verzemi stylu a s náměty, které již byly vytvořeny. Ale jiní umělci, také odchovaní školou Kanó, pracovali pro novou městskou třídu obchodníků a v pravou chvíli si osvojili novou formu tisku ukijo-e. Mezi malíře a grafiky tvořícími ve stylu ukijo-e, jejichž dílo odkazuje na vliv školy Kanó, patřil Utagawa Hirošige, známý také jako Andó Hirošige (1797 – 12. říjen 1858). Navzdory ztrátě oficiálního patronátu nad školou s příchodem reforem Meidži tvořili umělci i nadále ve stylu Kanó až do počátku 20. století. Šósenin Kanó, který zemřel v roce 1880, byl potomkem hlavní linie rodiny. Jeden z pozdních následovníků školy byl Kazunobu Kanó (1816–1853), který přijal jméno Kanó na znamení svého respektu a namaloval řadu velkých svitků 500 arahantů. Jejich objev na ně nedávno opět upoutal pozornost poté, co byly od druhé světové války skryté.

## Národní poklady
Řada obrazů škol, které jsou ještě v Japonsku, je součástí oficiálního Seznamu národních pokladů Japonska:
- období Muromači, 15. století, závěsný svitek v čínském stylu „Čou Mao-šu oceňujicí lotosy“, namalovaný Kanó Masanobuem (vyobrazeno výše).[31]
- šestidílný panel „Pozorovatelé javoru“ od Kanó Hidejoriho, raný příklad díla školy Kanó s klasickým motivem stylu jamato-e.[32]
- z období Momojama sada maleb pokojových dekorací od Eitokua a jeho otce Šóeiho na stěnách, dveřích a panelech v džukó-in (obytné místnosti představeného kláštera) v klášteře Daitoku-dži v Kjótu, včetně dveří s malbou „Ptáci a květiny čtyř ročních období“.
- panel „Cypřiš“ také připisovaný Eitokuovi Kanóovi, dnes v Tokijském národním muzeu.[33]
- pár šesti panelů „Scény v hlavním městě a okolí“ zobrazujících panoramatické pohledy plné lidí, dnes v muzeu ve městě Jonezawa v prefektuře Jamagata.[34]
- dvojice panelů (v roce 1923 dva segmenty zničilo zemětřesení) od Naganobua Kanóa  zobrazující poměrně velké postavy oslavující pod aróniovými květy, také v Tokijském národním muzeu.

Jiní umělci se svými díly na seznamu, například Hasegawa Tóhaku (16. století) a Marujama Ókjo (19. století), byli vychováni školou Kanó nebo jiným způsobem jí byli ovlivňováni. Mnoho dalších děl školy dostalo nižší statut „důležitého kulturního bohatství Japonska“.

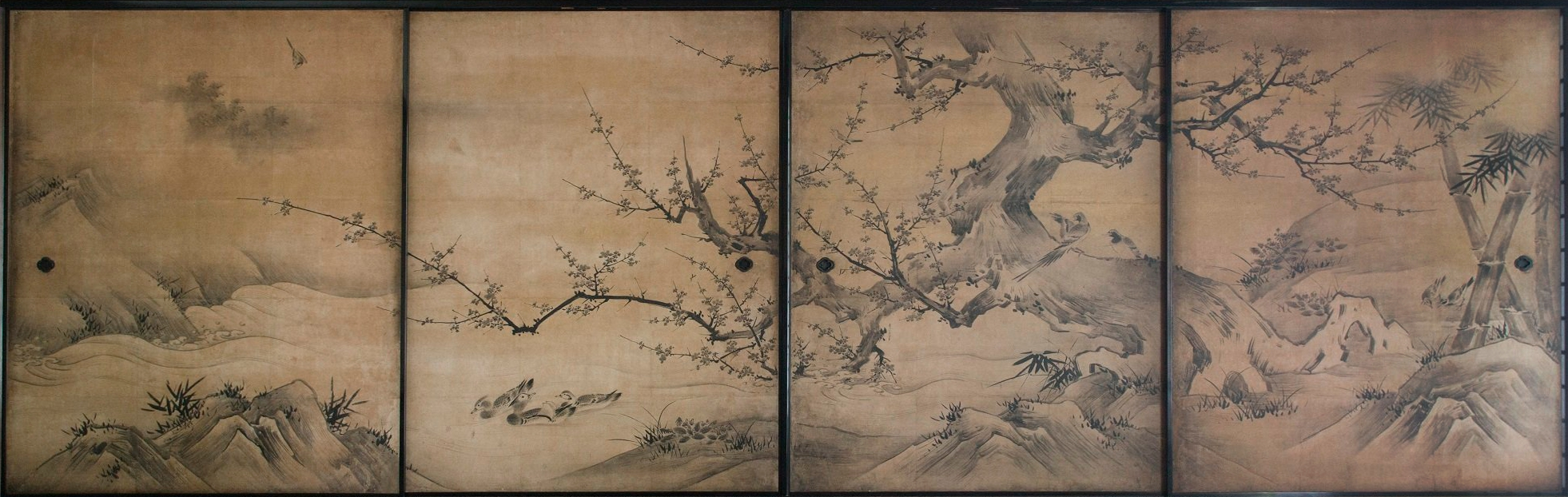
Ptáci a květiny čtyř ročních období, Kanó Eitoku, 16. století, malba pro klášter
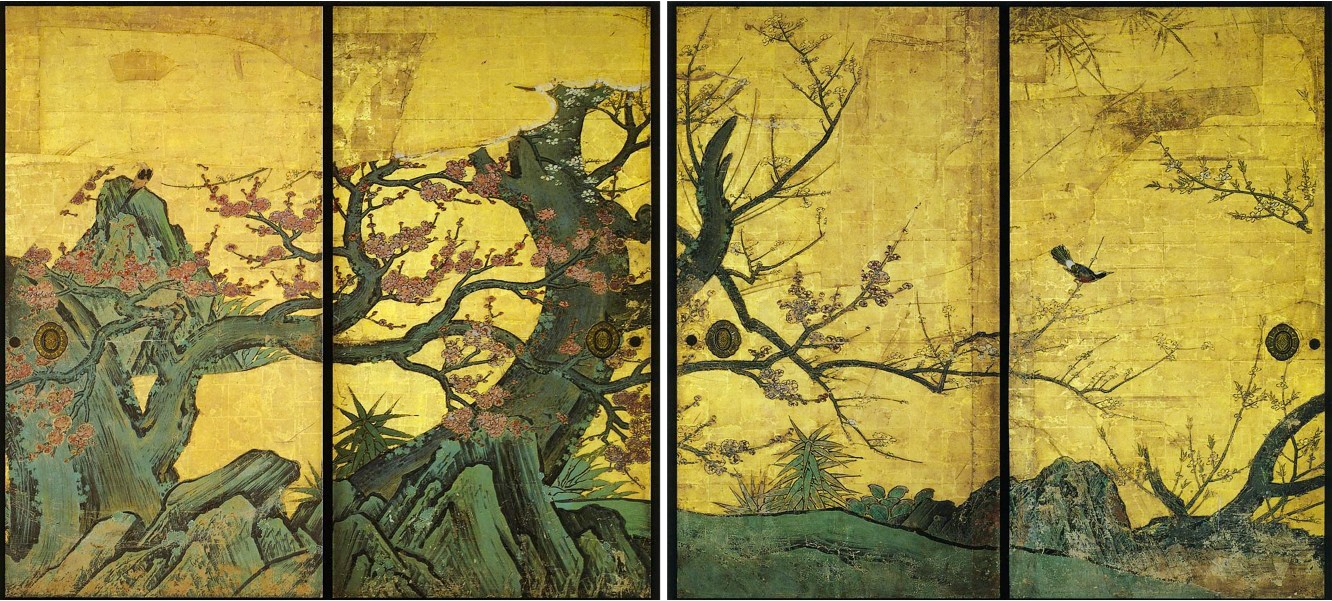
Švestky, sada posuvných dveří, Sanraku Kanó, začátek 17. století

## Umělci
Následující seznam je neúplná skupina významných osobností školy Kanó, většinou přímo z rodiny Kanó. Existovalo mnoho dalších umělců s příjmením Kanó, kteří udržovali spojení s různými rodinnými dílnami, a ještě více pokračovatelů a těch, kteří se učili malbě ve stylu této školy, dříve než se osamostatnili.
- Masanobu Kanó (1434–1530) – zakladatel školy
- Motonobu Kanó (1476–1559) – Masanobuův syn
- Eitoku Kanó (1543–1590)
- Hidejori Kanó († 1557)
- Domi Kanó (1568–1600)
- Micunobu Kanó († 1608)
- Sanraku Kanó (1559–1635)
- Naizen Kanó (1570–1616)
- Sansecu Kanó (1589–1651) – vůdčí představitel školy Kjó-ganó, odnože školy Kanó, se sídlem v Kjótu
- Tan'jú Kanó (1602–1674)
- Einó Kanó (1631–1697)
- Cunenobu Kanó (1636–1713)
- Kijohara Jukinobu (1643–1682) – neteř Tan'júa Kanóa
- Tanšin Kanó (1653–1718)
- Čikanobu Kanó (1660–1728)
- Mičinobu Kanó (1730–1790)
- Šósenin Kanó (1823–1880)
- Hógai Kanó (1828–1888)
- Hašimoto Gahó (1835–1908)